# Mai-Thu Perret
Mai-Thu Perret (* 17. September 1976 in Genf) ist eine französisch-schweizerische bildende Künstlerin mit vietnamesischen Wurzeln. In ihren Installationen und Performances verbindet sie Feminismus, die Ästhetik der Avantgarde des 20. Jahrhunderts, Texte und kunsthandwerkliche Objekte.

## Leben
Mai-Thu Perret studierte an der University of Cambridge und erhielt 1997 einen Bachelor in englischer Literatur. 2002–2003 nahm sie am Whitney Independent Study Program des Whitney Museum of American Art in New York teil.

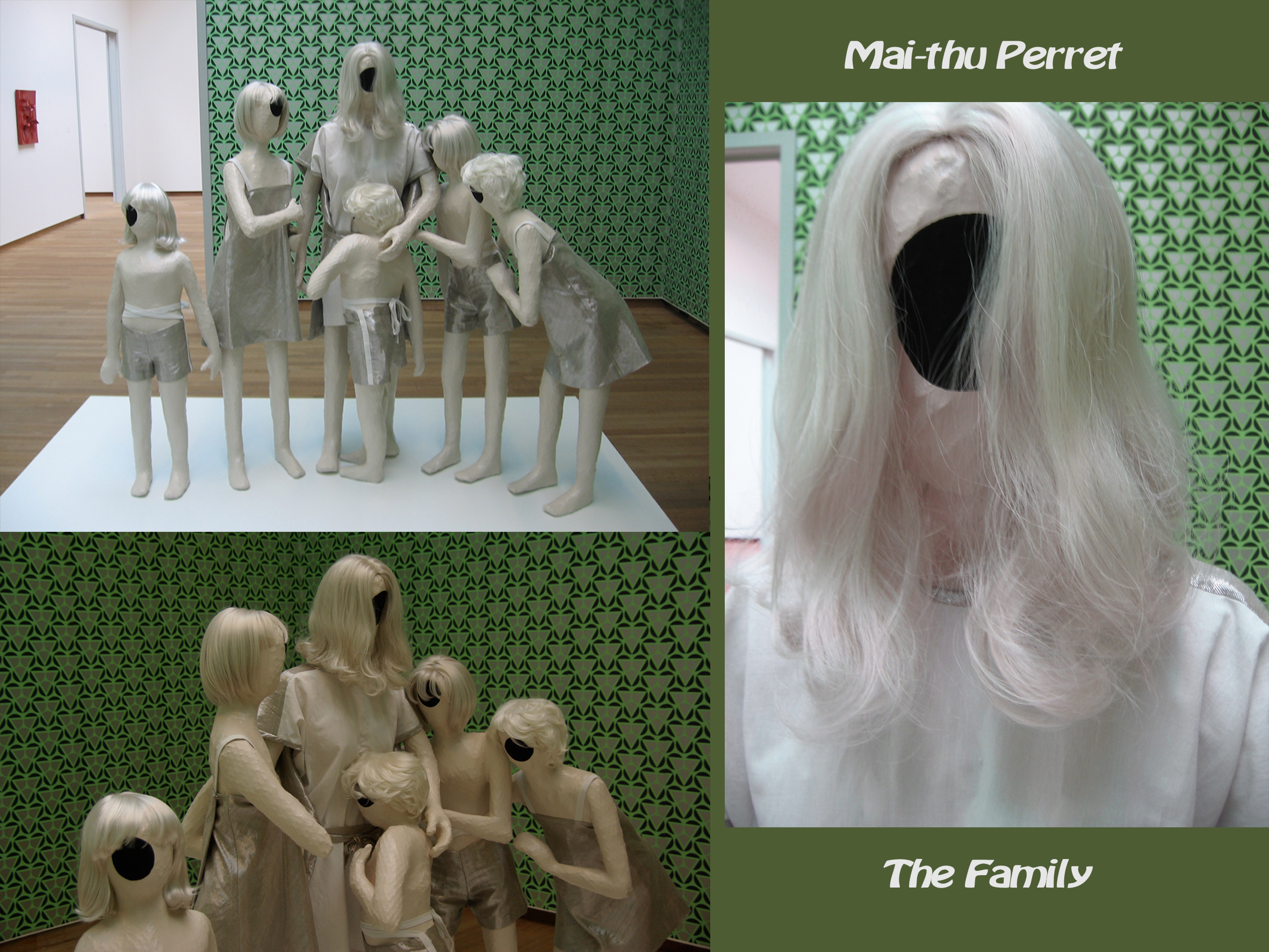
Mai-thu Perret - The Family

Von 1999 bis 2016 arbeitete Mai-Thu Perret an einem umfassenden Projekt namens The Crystal Frontier. Es handelt sich um die Erzählung des Lebens und der Arbeit einer fiktiven Gruppe von Frauen, die sich in der utopischen feministischen Gemeinschaft New Ponderosa Year zero in New Mexico niedergelassen haben, um einer kapitalistischen, industriellen und konsumorientierten Gesellschaft zu entfliehen. In diesem Sinne versteht die Künstlerin jedes Werk als Teil dieser Erzählung, indem sie Filme, Performances, Objekte und Schriften der Frauen dieser imaginären Gemeinschaft nachstellt.
2011 konzipierte sie zusammen mit Laurence Yadi die Choreografie Love Letters in Ancient Brick am Swiss Institute / Contemporary Art New York. Das Stück war von dem amerikanischen Stück Krazy Kat des Zeichners George Herriman inspiriert. Perret präsentierte 2014 Figures auf der Biennale de l'Image en Mouvement in Genf. Das Stück verwendete unter anderem eine lebensgroße Marionette und trug Spuren des Einflusses von Bunraku, eines japanischen Puppentheaters. Im Jahr 2016 zeigte Perret eine Neufassung von Figures als Teil von Sightings, einer Einzelausstellung im Nasher Sculpture Center (Texas), sowie eine neue Performance mit dem Titel o, die als eine Reihe von Interventionen im gesamten Museum beschrieben wird. Sie führte auch eine Performance im Rahmen des Soluna Arts and Music Festivals auf, die stark von den Frauenverteidigungseinheiten der kurdischen Frauen aus Rojava inspiriert ist.
Seit 2016 distanziert sich die Künstlerin von The Crystal Frontier und konzentriert sich auf andere narrative Projekte. Häufig fügt sie berühmte künstlerische oder literarische Figuren in ihre Werke ein, wie zum Beispiel in ihrer Skulptur Autoprogettazione I (2011), in der sie einen Tisch von Enzo Mari wiederverwendet, der Mitte der 1970er Jahre zu einer Revolution in der Möbelindustrie führte. Mit Les Guérillères (2016) entwickelte sie eine Art Frauenmiliz, lebensgroße weibliche Figuren, die aus Keramik, Flechtweide, Pappmaché,  Naturkautschuk oder Bronze gebaut und mit Gewehren aus durchscheinendem Kunststoff bewaffnet sind.
Eine Retrospektive wurde ihr 2018/2019 im Musée d’art moderne et contemporain (Genf) gewidmet. Die Ausstellung war in sechs Kapiteln organisiert und zeigte, wie sie verschiedene Disziplinen kombiniert und dabei unterschiedliche künstlerische Methoden anwendet.
Perret hat eine Sammlung von Aquatinta und eine Skulptur im Museum of Modern Art (MoMA) in New York sowie einen Druck und mehrere Skulpturen im San Francisco Museum of Modern Art. Seit 2009 unterrichtet sie im Master-Studiengang bildende Künste an der Haute école d’art et de design (HEAD) Genf.

## Einflüsse
In Bezug auf The Crystal Frontier erwähnt Perret mehrere seiner Einflüsse, darunter The Crystal Land von Robert Smithson, nach dem das Projekt benannt ist, aber auch Herland von Charlotte Perkins Gilman oder Le Monde glorieux von Margaret Cavendish. Die Serie Les guérillères (2016) ist stark von der avantgardistischen Romanautorin und feministischen Theoretikerin Monique Wittig beeinflusst, insbesondere von ihrem Werk Les guérillères (1969).

## Einzelausstellungen (Auswahl)
- 2018:  Mai -Thu Perret, Retrospective, MAMCO, Genf[8]
- 2008/2009: Mai-Thu Perret, New Work, San Francisco Museum Of Modern Art
- 2008: Land of Crystal, Kunsthalle St. Gallen
- 2006: And every woman will be a walking synthesis of the universe, The Renaissance Society, Chicago
- 2006: Main Space. In the poem about love you don't write the word love, Artists Space, New York
- 2006: Valentin Carron vs Mai-Thu Perret: Solid Objects, Chisenhale Gallery, London
- 2006: Apocalypse Ballet, Galerie Barbara Weiss, Berlin
- 2005: Valentin Carron vs Mai-Thu Perret, Centre d’art contemporain Genève
- 2004: Statments, Galerie Francesca Pia, Art 35, Basel

## Gruppenausstellungen (Auswahl)
- 2011: IllumiNations, Biennale von Venedig[9]
- 2008: Shifting identities, Kunsthaus Zürich
- 2006–2007: The Gold Standard, Museum of Modern Art, New York
- 2006: Again for tomorrow, Royal College of Art, London
- 2006: Modus (mit Pierre Vadi), Neue Kunsthalle, St. Gallen
- 2006:  «Unter 30» IV, Kunsthaus Centre PasquArt, Biel
- 2006: Swiss Art Award, Messe Basel
- 2006: Visioni del paradiso, Istituto Svizzero di Roma, Rom
- 2006: Nouvelles Collections, Kunsthaus Centre PasquArt, Biel
- 2005: Swiss Art Award, Messe Basel
- 2004: Swiss Art Award, Messe Basel

## Preise
- 2011: Manor Kunstpreis (Kanton Genf)[11]
- 2011: Zurich Art Prize[12]
- 2006: Eidgenössisches Kunstpreis[1]
- 2006: Prix Charles Kiefer-Hablitzel[13]
- 2004: Eidgenössisches Kunstpreis[1]